# Communauté de communes Bièvre Isère
La communauté de communes Bièvre Isère est une communauté de communes française, située dans le département de l'Isère et la région Auvergne-Rhône-Alpes.

## Historique
Elle est née le 1er janvier 2014 de la fusion de la communauté de communes Bièvre Chambaran et de la communauté de communes du Pays de Bièvre-Liers. Elle connait ensuite une nouvelle fusion le 1er janvier 2016 avec la communauté de communes de la région Saint-Jeannaise.
Le 1er janvier 2018, la commune de Meyssiez rejoint la nouvelle communauté d'agglomération Vienne Condrieu Agglomération. Le 1er janvier 2019, les communes d'Arzay, Commelle, Nantoin et Semons fusionnent pour constituer la commune nouvelle de Porte-des-Bonnevaux et les communes de Balbins et Ornacieux constituent Ornacieux-Balbins. Le nombre de communes de l'intercommunalité est de 50.

## Territoire communautaire

### Géographie
Le territoire intercommunal englobe une partie de la plaine de Bièvre, de la plaine du Liers, du plateau de Chambaran et des Terres froides. Il se situe entre les agglomérations de Lyon, Grenoble et Valence et à une quinzaine de kilomètres de Bourgoin-Jallieu. 
Composée en majorité de communes rurales, l'intercommunalité dispose pour autant de nombreuses infrastructures de transport, comme l'axe de Bièvre, traversant une partie du territoire d'est en ouest, ou encore de l'aéroport Grenoble-Alpes-Isère.
En plus d'une diversité de paysages, avec ses plaines, ses collines, ses étangs et ses forêts, Bièvre Isère Communauté dispose de sites patrimoniaux : le château Louis XI, le château de Bressieux, le prieuré de Marnans, mais aussi l'abbaye Notre-Dame de Chambarand et la statue de la Liberté à Roybon.

### Composition
La communauté de communes est composée des 50 communes suivantes :

| Nom                                   | Code Insee | Gentilé          | Superficie (km2) | Population (dernière pop. légale) | Densité (hab./km2) |
| ------------------------------------- | ---------- | ---------------- | ---------------- | --------------------------------- | ------------------ |
| Saint-Étienne-de-Saint-Geoirs (siège) | 38384      | Stéphanois       | 18,62            | 3 352 (2022)                      | 180                |
| Artas                                 | 38015      | Artasiens        | 14,15            | 1 815 (2022)                      | 128                |
| Beaufort                              | 38032      | Beaufortois      | 8,69             | 576 (2022)                        | 66                 |
| Beauvoir-de-Marc                      | 38035      | Beauvoisards     | 11,27            | 1 103 (2022)                      | 98                 |
| Bossieu                               | 38049      | Bossiérots       | 13,48            | 327 (2022)                        | 24                 |
| Bressieux                             | 38056      | Bressieurots     | 0,89             | 91 (2022)                         | 102                |
| Brézins                               | 38058      | Brézinois        | 8,26             | 2 282 (2022)                      | 276                |
| Brion                                 | 38060      | Brionnais        | 3,94             | 142 (2022)                        | 36                 |
| Champier                              | 38069      | Champérois       | 14,43            | 1 583 (2022)                      | 110                |
| Châtenay                              | 38093      | Chatenois        | 4,62             | 432 (2022)                        | 94                 |
| Châtonnay                             | 38094      | Chatonnois       | 31,84            | 1 958 (2022)                      | 61                 |
| La Côte-Saint-André                   | 38130      | Côtois           | 27,93            | 4 793 (2022)                      | 172                |
| Culin                                 | 38141      | Culinois         | 7,32             | 785 (2022)                        | 107                |
| Faramans                              | 38161      | Faramantois      | 10,79            | 1 148 (2022)                      | 106                |
| La Forteresse                         | 38171      | Fortariaux       | 9,22             | 337 (2022)                        | 37                 |
| La Frette                             | 38174      | Frettards        | 11,8             | 1 092 (2022)                      | 93                 |
| Gillonnay                             | 38180      | Gillonnois       | 14,29            | 1 020 (2022)                      | 71                 |
| Lentiol                               | 38209      | Lentiolois       | 7,6              | 247 (2022)                        | 32                 |
| Lieudieu                              | 38211      | Lieudiéros       | 5,94             | 347 (2022)                        | 58                 |
| Longechenal                           | 38213      | Longechenots     | 8,12             | 605 (2022)                        | 75                 |
| Marcilloles                           | 38218      | Marcillolais     | 9,5              | 1 186 (2022)                      | 125                |
| Marcollin                             | 38219      | Marcollinois     | 10,69            | 613 (2022)                        | 57                 |
| Marnans                               | 38221      | Marnanchots      | 6,6              | 132 (2022)                        | 20                 |
| Meyrieu-les-Étangs                    | 38231      | Meyruyards       | 8,54             | 1 029 (2022)                      | 120                |
| Montfalcon                            | 38255      | Montfalconnais   | 5,82             | 131 (2022)                        | 23                 |
| Mottier                               | 38267      | Mottiérots       | 10,72            | 843 (2022)                        | 79                 |
| Ornacieux-Balbins                     | 38284      |                  | 12,15            | 878 (2022)                        | 72                 |
| Pajay                                 | 38291      | Pajaytois        | 14,32            | 1 052 (2022)                      | 73                 |
| Penol                                 | 38300      | Penolois         | 12,16            | 377 (2022)                        | 31                 |
| Plan                                  | 38308      | Planots          | 6,1              | 296 (2022)                        | 49                 |
| Royas                                 | 38346      | Royassois        | 5,48             | 410 (2022)                        | 75                 |
| Roybon                                | 38347      | Roybonnais       | 67,31            | 1 103 (2022)                      | 16                 |
| Saint-Agnin-sur-Bion                  | 38351      | Saint-Agneaux    | 9,7              | 1 161 (2022)                      | 120                |
| Sainte-Anne-sur-Gervonde              | 38358      | Trablinots       | 7,67             | 757 (2022)                        | 99                 |
| Saint-Clair-sur-Galaure               | 38379      | Saint-Clairois   | 15,3             | 261 (2022)                        | 17                 |
| Saint-Geoirs                          | 38387      | Saint-Geoirdeaux | 6,93             | 487 (2022)                        | 70                 |
| Saint-Hilaire-de-la-Côte              | 38393      | Saint-Hilairois  | 13,75            | 1 598 (2022)                      | 116                |
| Saint-Jean-de-Bournay                 | 38399      | Saint-Jeannais   | 26,87            | 4 762 (2022)                      | 177                |
| Saint-Michel-de-Saint-Geoirs          | 38427      | Saint-Micharauds | 7,14             | 290 (2022)                        | 41                 |
| Saint-Paul-d'Izeaux                   | 38437      | Saint-Pautois    | 7,63             | 303 (2022)                        | 40                 |
| Saint-Pierre-de-Bressieux             | 38440      | Saint-Pierrois   | 23,08            | 778 (2022)                        | 34                 |
| Saint-Siméon-de-Bressieux             | 38457      | Saint-Siméonais  | 18,79            | 3 107 (2022)                      | 165                |
| Sardieu                               | 38473      | Sardieurots      | 11,2             | 1 184 (2022)                      | 106                |
| Savas-Mépin                           | 38476      | Savasiens        | 10,43            | 879 (2022)                        | 84                 |
| Porte-des-Bonnevaux                   | 38479      |                  | 43,88            | 2 085 (2022)                      | 48                 |
| Sillans                               | 38490      | Sillannais       | 12,61            | 1 923 (2022)                      | 152                |
| Thodure                               | 38505      | Thodurois        | 14,47            | 789 (2022)                        | 55                 |
| Tramolé                               | 38512      | Tramoliens       | 6,99             | 802 (2022)                        | 115                |
| Villeneuve-de-Marc                    | 38555      | Villeneuvois     | 26,18            | 1 162 (2022)                      | 44                 |
| Viriville                             | 38561      | Virivillois      | 30,42            | 1 704 (2022)                      | 56                 |

### Démographie
| 1968   | 1975   | 1982   | 1990   | 1999   | 2010   | 2015   | 2021   |
| ------ | ------ | ------ | ------ | ------ | ------ | ------ | ------ |
| 30 374 | 31 844 | 35 949 | 38 495 | 41 195 | 50 794 | 53 896 | 55 693 |

## Administration

### Siège
Le siège de la communauté de communes est situé à Saint-Étienne-de-Saint-Geoirs.

### Les élus
Le conseil communautaire de la communauté de communes se compose de 73 conseillers, représentant chacune des communes membres et élus pour une durée de six ans.
Ils sont répartis comme suit :
| Nombre de conseillers | Communes                                                                                     |
| --------------------- | -------------------------------------------------------------------------------------------- |
| 6                     | La Côte-Saint-André, Saint-Jean-de-Bournay                                                   |
| 4                     | Saint-Étienne-de-Saint-Geoirs, Saint-Siméon-de-Bressieux                                     |
| 2                     | Artas, Brézins, Châtonnay, Porte-des-Bonnevaux, Saint-Hilaire-de-la-Côte, Sillans, Viriville |
| 1 (+1 suppléant)      | les 39 autres communes                                                                       |

### Présidence
À la suite de son élection comme député, Yannick Neuder, président de la communauté de communes de 2014 à 2022, tenu par les dispositions légales sur le cumul des mandats de choisir entre ses mandats d'assemblée délibérante, choisit d'abandonner son mandat municipal et communautaire. Le 5 septembre 2022, Joël Gullon, maire de La Côte-Saint-André, le remplace comme président. Il est assisté dans ses missions par quinze vice-présidents et cinq conseillers délégués qui constituent avec lui le bureau communautaire.
| Période                                  | Période          | Identité       | Étiquette | Qualité                                              |
| ---------------------------------------- | ---------------- | -------------- | --------- | ---------------------------------------------------- |
| Les données manquantes sont à compléter. |                  |                |           |                                                      |
| 2014                                     | 2022 (démission) | Yannick Neuder | LR        | Maire de Saint-Étienne-de-Saint-Geoirs (2002 → 2019) |
| 2022                                     | En cours         | Joël Gullon    |           | Maire de La Côte-Saint-André (2014 → En cours )      |

### Compétences
Liste des compétences exercées par Bièvre Isère Communauté : 
- Développement économique
- Aménagement de l'espace / Logement
- Eau, assainissement et déchets
- Développement durable
- Famille et solidarité
- Culture
- Tourisme

### Régime fiscal et budget
Le régime fiscal de la communauté de communes est la fiscalité professionnelle unique (FPU).